# دانشگاه دونگ‌گوک
دانشگاه دونگ‌گوک (کره‌ای: 동국대학교; هانجا: 東國大學校؛ انگلیسی: Dongguk University) یک دانشگاه خصوصی در کره جنوبی است که اساساً مبتنی بر آیین بودایی است. این دانشگاه در سال ۱۹۰۶ به عنوان مدرسهٔ میونگجین (명진학교; 明進學校) توسط پیشگامان بودایی انجمن تحقیقات بودیسم (불교연구회; 佛敎硏究會) تأسیس شد، و در سال ۱۹۵۳ وضعیت دانشگاهی کامل را به عنوان دانشگاه دونگ‌گوک به دست آورد. این دانشگاه یکی از معدود دانشگاه‌های وابسته به آیین بودایی در جهان است و عضوی از انجمن بین‌المللی دانشگاه‌های بودایی است.